# Quisberg
Der Quisberg ist eine 291,9 m hohe Erhebung und befindet sich in der Flur des Ortsteils Unterellen in der Gemeinde Gerstungen im Wartburgkreis in Thüringen. Naturräumlich zählt der Quisberg zum südwestlichen Teil des Thüringer Waldes.
Über den Quisberg führt in nördlicher Richtung eine unbefestigte Straße als Ortsverbindungsweg in Richtung der Nachbarorte Göringen, Wartha und Neuenhof. Dieser Weg ist Teil einer alten Handelsstraße von Frankfurt über Fulda,Werraübergang bei
Phillipsthal (ehemals Kirchberg),Wünschensuhl,Unterellen (vorher über Flensingen),Wartha/Neuenhof in Richtung Eschwege, Kassel, Norddeutschland.
In der Mundart heißt der Berg Quesbig, welches von Queste abgeleitet und auf slawischen Einfluss zurückzuführen ist. Der Mundart unkundige Karten-
zeichner des 19. Jahrhunderts übertrugen Gehörtes ins Hochdeutsche und nahmen ihm den ursprünglichen Sinn. Weitere Beispiele aus der Untereller Flur
sind hd.Böller -mundartlich Biller von ahd.bilu= etwas Hervorragendes; Marktberg -mundartlich Mötbäg von Am-Ort-Berg (also der Hausberg).